# Victor-Augustin de Mailly-Nesle
Victor-Augustin de Mailly-Nesle (1649, Paris - 23 décembre 1712), est un prélat français, évêque de Lavaur.

## Biographie
Frère du cardinal François de Mailly, il devient chanoine, puis grand-prieur de l'abbaye Saint-Victor de Paris.
Il est évêque de Lavaur de 1687 à 1712.

## Sources
- Mémoires de Saint-Simon
- Notice historique et descriptive sur l'église métropolitaine de Sainte-Cécile d'Albi: Suivie de la biographie des évêques et archevêques d'Albi, des évêques de Castres et de Lavaur, 1841